# أحمد محمد أمين الراوي
الشريف أحمد بن محمد-أمين بن عبد الغفور الراوي الرفاعي (1883 - 4 مارس 1966) (1300 - 13 ذي القعدة 1385) عالم مسلم وشاعر عربي عراقي في القرن الرابع عشر الهجري/العشرين الميلادي. ولد في عنة بالأنبار ونشأ فيها يقرأ على والده فأتقن الخط والكتابة وحفظ القرآن. ثم انتقل إلى بغداد وتابع فيها علومه اللغوية والدينية. درس الفقه والتفسير والحديث والمنطق وعلوم العربية والبلاغة وحاز الأهلية فعيّن إماما وخطيباً في جامع القبلانية في بغداد قم وكيل قاض في بلدته، ثم قاضياً في لواء الديوانية، ثم قاضياً في مدينة دير الزور السورية. عاد إلى العراق 1928، وعيّن مدرسًا في المدرسة العلمية الدينيّة في سامراء، وبقي فيها حتى وفاته. له أشعار فاله في عدد من المناسبات.

## سيرته
هو الشريف/السيّد أحمد بن محمد أمين بن عبد الغفور بن خضر بن محمود بن رجب بن عبد القادر بن رجب الكبير الراوي الرفاعي، ويرتقي نسبه إلى آل الشيخ رجب الراوي الرفاعي الذي يتصل نسبه إلى الحسين بن علي بن أبي طالب. ولد سنة 1300هـ /1883م في مدينة عنة بالأنبار. قرأ القرآن على والده وبعد أن تمكن من العلوم الابتدائية سافر إلى بغداد فدرس على كثير من المشايخ، منهم: قاسم أفندي أمين، وإبراهيم الراوي، ومحمد أسعد الدوري، وعلي أفندي الخوجة، وعبد الرزاق أفندي الراوي، ويحيى أفندي الوتري، ومحمد سعيد النقشبندي، وعبد الوهاب النائب وعبد الجليل بن أحمد آل جميل. فلازمهم بأخذ الدروس العلمية الإسلامية ملازمة مستمرة. عيّن بعد إثبات الأهلية بالامتحان إمامًا وخطيباً في جامع القبلانية ببغداد وبقي فيه حتى سنة 1328هـ/1910م، ثم عين وكيل قاض في مدينة عنه، ثم عين قاضياً إلى ناحية (شوف مليحة) التابعة إلى لواء الديوانية، ثم نقل إلى قضاء المسيب، وبعد الحرب العالمية الأولى عين قاضيا في دير الزور، ثم عين قاضيا في لواء الكوت في الحكومة العراقية. ثم عين مدرساً في المدرسة العلمية الدينية في سامراء، سنة 1348 هـ/1928 م، ثم أضيفت إليه إمامة المدرسة المذكورة، كما أضيف إليه وعظ مدينة سامراء العام.ففي العام 1929 م، أمرت الحكومة بإدماج المدرسة العلمية الدينية بمدارس المعارف، فقام بإرسال برقية إلى رئيس الوزراء يعارض فيه يأمر رجوع المدرسة على محورها السابق. وبعد يومين من إرسال هذه البرقية أمرت السلطة بتسليم المدرسة إلى الراوي.مارس الراوي خطابة وتدريس في سامراء، فأخذ يدرِّس طلابه ويهتم بهم.
توفي أحمد الراوي في 13 ذي القعدة سنة 1385هـ ودفن بالجامع الكبير بالقرب من مدرسته التي أحبها وقضى آخر حياته فيها.

## شعره
له شعر جيّد قاله في عدد من المناسبات. ليس له ديوان، والقليل من شعره وردت أثناء ترجمته في مصادر مختلفة. من شعره وجالت خيولي: